# Isis
Isis (von altgriechisch Ἶσις, koptische Schreibung Ⲏⲥⲉ und Ⲏⲥⲓ) ist eine Göttin der ägyptischen Mythologie. Sie war die Göttin der Geburt, der Wiedergeburt und der Magie. Spätestens im griechisch-römischen Kult wurde sie auch zur Herrin der Unterwelt, die sich mit Riten für die Toten befasste. Als Gemahlin des Osiris, wurde sie zur Königin der Unterwelt. Sie erscheint erstmals in Inschriften des Alten Reiches. Popularität und Ansehen erlangte sie, gemeinsam mit ihrem Gemahl Osiris und ihrer Zwillingsschwester Nephthys, durch den sogenannten Osirismythos und den Isis-Hymnus. Isis wurde noch von den in Ägypten lebenden Griechen und Römern bis in die christliche Zeit hinein verehrt. Seit dem frühen Hellenismus ist ihre Verehrung in Gestalt des Isis- und Osiriskults auch außerhalb Ägyptens bezeugt.

## Identität

### Darstellungen
Die häufigste und traditionellste Darstellungsform der Isis ist die einer zierlichen, aufrecht stehenden oder knienden Frau mit Thronsitz auf dem Kopf. Sie hielt oft ein Papyrus-Zepter oder ein Anchkreuz in der Hand, in späterer Zeit manchmal auch ein Sistrum oder ein Menit. Wird sie kniend dargestellt, hält sie häufig einen Schen-Ring oder auch das Zeichen für Ewigkeit. Bereits ab dem späten Alten Reich konnte sie auch mit Kuhhörnern und Sonnenscheibe auf dem Kopf erscheinen und ähnelte so der kuhköpfigen, und ebenfalls stets Hörner tragenden, Göttin Hathor. Beide Göttinnen sind einzig durch die Inschrift neben der Darstellung zu unterscheiden. Isis konnte aber auch als Schwarzmilan dargestellt werden, in späterer Zeit auch mit Menschenkopf. Sie stellte nun einen sogenannten „Klagevogel“ dar, der um den verstorbenen Gott Osiris trauert und schützend seine Schwingen über dem Leichnam ausbreitet.
Ab dem Mittleren Reich sind Figurinen bekannt, die Isis mit dem kleinen Horusknaben zeigen. Horus sitzt auf Isis’ Schoß und wird von ihr gestillt. Es wird angenommen, dass diese figürliche Darstellung das spätere Christentum zu zahlreichen, bekannten Marienbildnissen inspirierte.
In der griechisch-römischen Epoche wurden Isis-Darstellungen dem eigenen Kunststil angepasst. Isisstatuen in typisch hellenistischer Gestaltung zeigen die Göttin mit Tunika und geknotetem Umhang, in den Händen Sistrum und Weinkanne haltend.

### Zum Charakter
Die Göttin Isis wird immer als Schutzherrin, Bewacherin und Betreuerin aller Wesen beschrieben, die leiden oder in großer Sorge sind. Aus diesem Grund wurde sie als mütterliche Göttin, als Göttin der Genesung, des Schutzes und der Magie angesehen. Gemäß dem berühmten Osirismythos wurde Isis auch als Totengottheit und als die Göttin der Reanimation verehrt. Dies zeigt sich deutlich in mehreren Sargtexten des Neuen Reiches, in denen der Verstorbene um magische Unterstützung durch Isis bittet, wenn er vor dem Unterweltgericht angeklagt wird. Die Ägypter hatten große Sorge, dass sie beim Betreten der Anderswelt ihre menschlichen Fähigkeiten, wie zum Beispiel Sehen, Sprechen, Hören und unabhängiges Denken, verlieren könnten. Isis sollte alle Dämonen abwehren, die Menschen versuchten und in die Irre führten, um sich wieder an das Verlorengegangene der menschlichen Fähigkeiten zu erinnern.
Aber in erster Linie wurde Isis als himmlische Muttergestalt verehrt. Der Kult von Isis und Osiris beschreibt Isis als Mutter diverser Gottheiten wie Ihi, Horus und auch als Mutter des verstorbenen Königs. Die Mutterschaftsfunktion der Isis wird unter anderem eindrucksvoll in dem Papyrus Westcar (13. Dynastie) beschrieben, in dessen Erzählung sie ihre Magie benutzt, um die Geburt von drei künftigen Königen vorauszusagen und zu unterstützen. Isis wurde daher neben Gottheiten wie der Krötengöttin Heket und dem Zwergengott Bes auch als Gottheit der Geburt verehrt.
Innerhalb der Götterschaft genoss Isis eine ganz besondere Rolle: Sie war die einzige Göttin mit magischen Kräften. In Sargtext-Spalte 147–148 fürchtet die schwangere Isis das eifersüchtige und rachsüchtige Verhalten ihres (Halb-)Bruders Seth. Als der Schöpfergott Atum sie fragt, warum sie und ihr noch ungeborener Sohn besonderen Schutzes bedürften, kann sie Auskunft über die zukünftige Rolle von Horus geben und glaubhaft darlegen, warum Seth versuchen könnte, Horus zu töten. Atum ist verblüfft und fragt Isis, wie sie das wissen könne. Isis erklärt dies mit ihrer magischen Kraft: „Ich bin Isis, der magische Ach, und ich habe mehr Weisheit als jeder andere Gott“.
Auf der anderen Seite wurden die Kräfte der Isis und ihr Charakter gleichermaßen gefürchtet. Nach altägyptischem Glauben war es immer möglich, jederzeit in Konflikt mit einem Gott zu geraten. Dies galt auch für Isis. Daher enthielten viele Papyrus, die Schutzzauber für die Reise durch die Unterwelt aufzählten, auch Bitten und Gebete an verschiedene Götter, dass sie im Namen des Verstorbenen ein gutes Wort bei Isis einlegen mögen, um sie gnädig zu stimmen. Man glaubte von Isis, dass sie die Verstorbenen durch Versiegelung ihres Gedächtnisses und Verschließen ihres Mundes bestrafte, wenn der Verstorbene zu Lebzeiten Böses getan hatte oder nicht gerechtfertigt verstorben war. Wenn ein Verstorbener nicht fähig war, seinen Namen vor dem Totengericht aufzusagen, war er verloren und wurde verurteilt.

## Bildergalerie:Ausgestaltung mit Flügeln

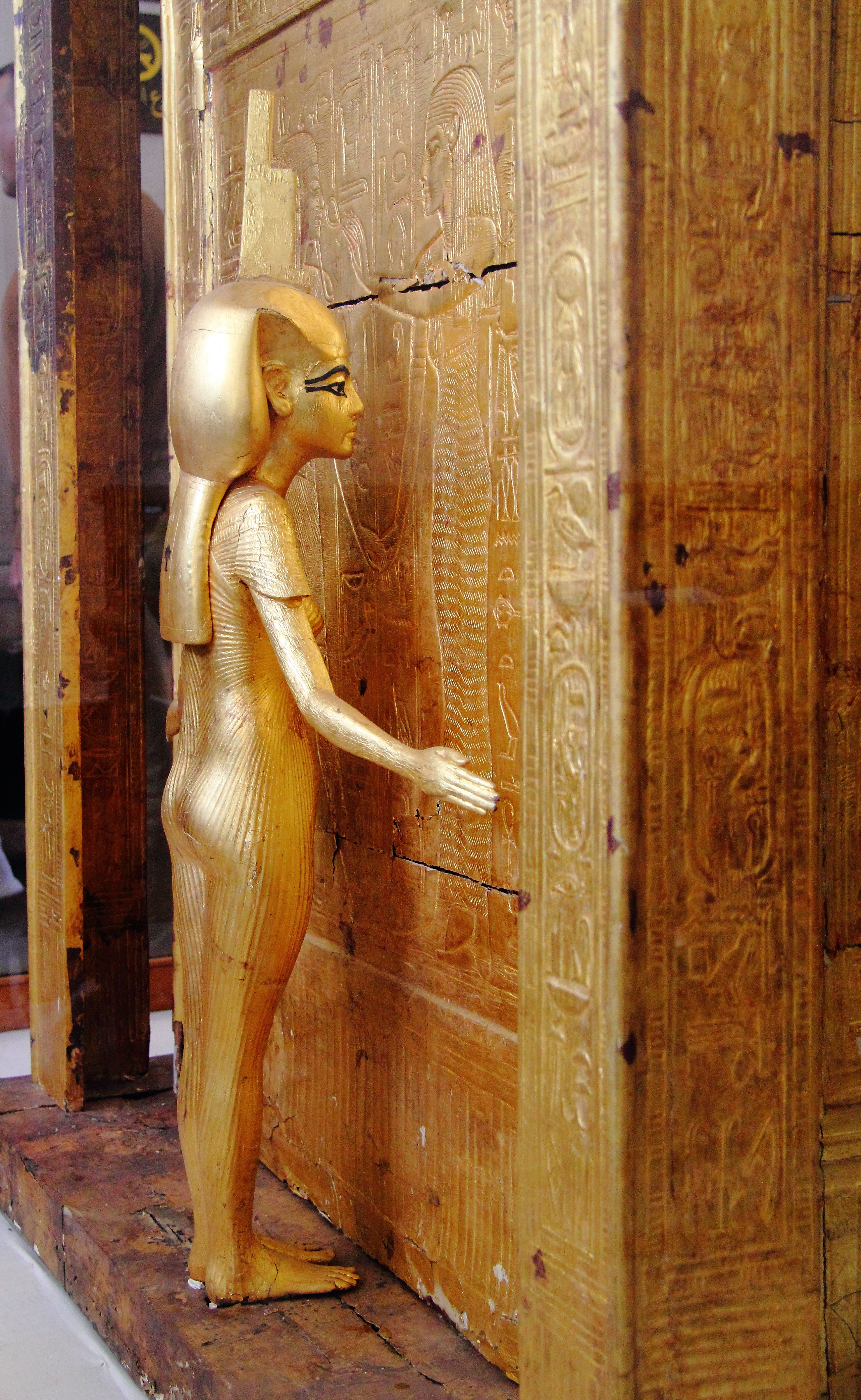
Isis beschützt den Kanopenschrein des Tutanchamun
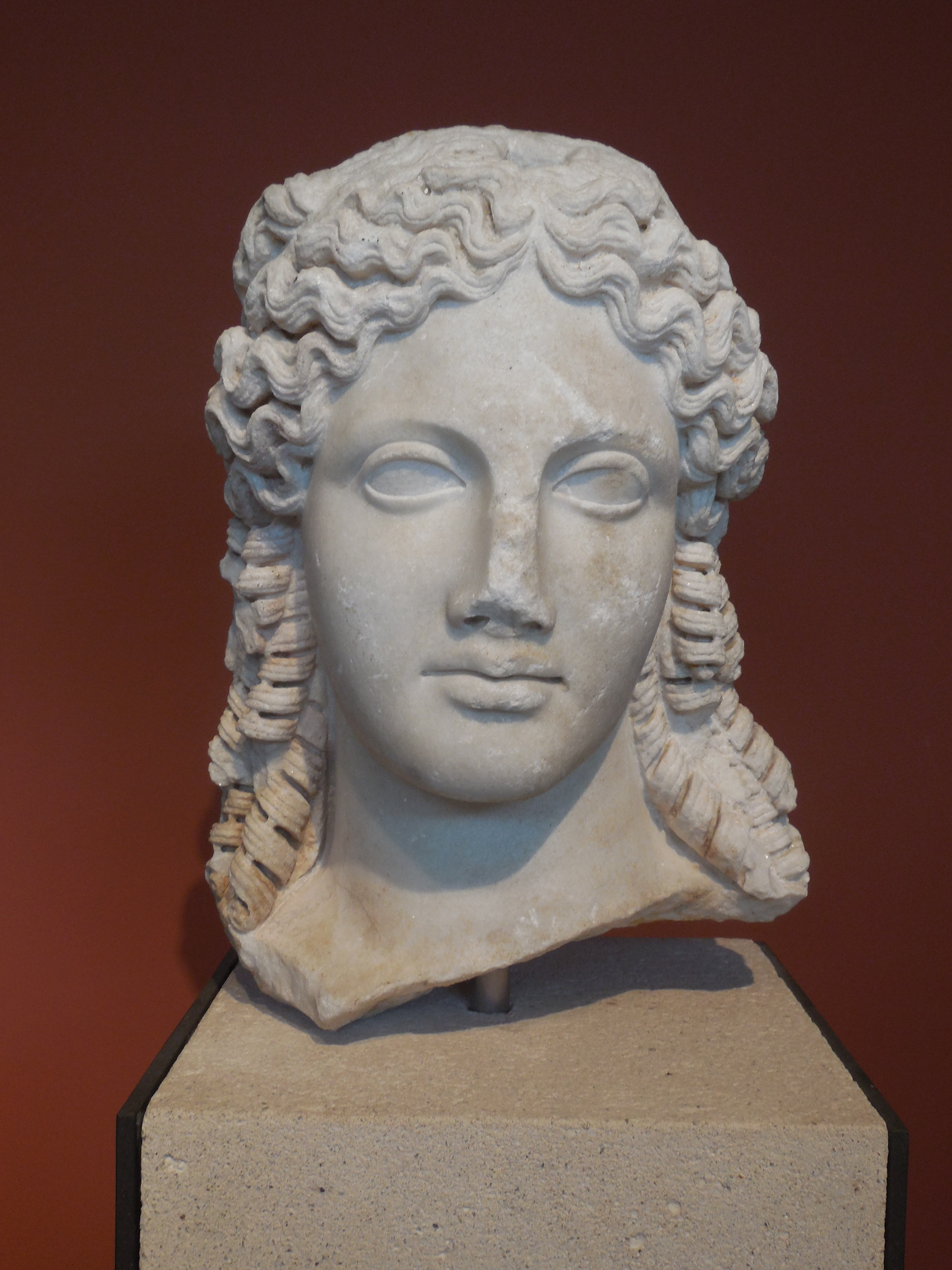
Isis-Büste im Archäologischen Museum in Thessaloniki
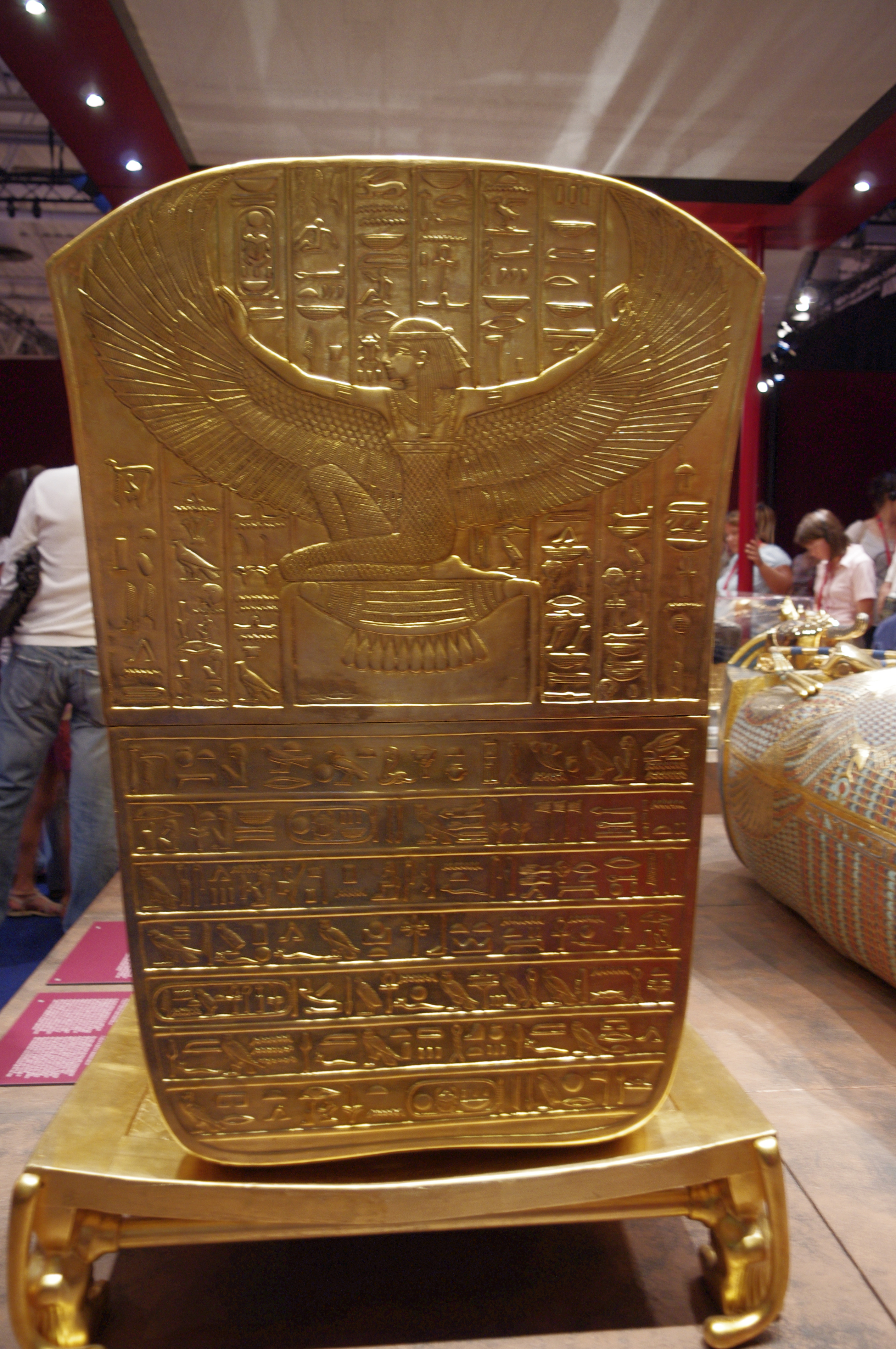
Tutanchamun Ausstellung mit Kopien des Grabschatzes, Isis mit ausgebreiteten Flügeln, außen am Fußende des Sargs, Paris 2012
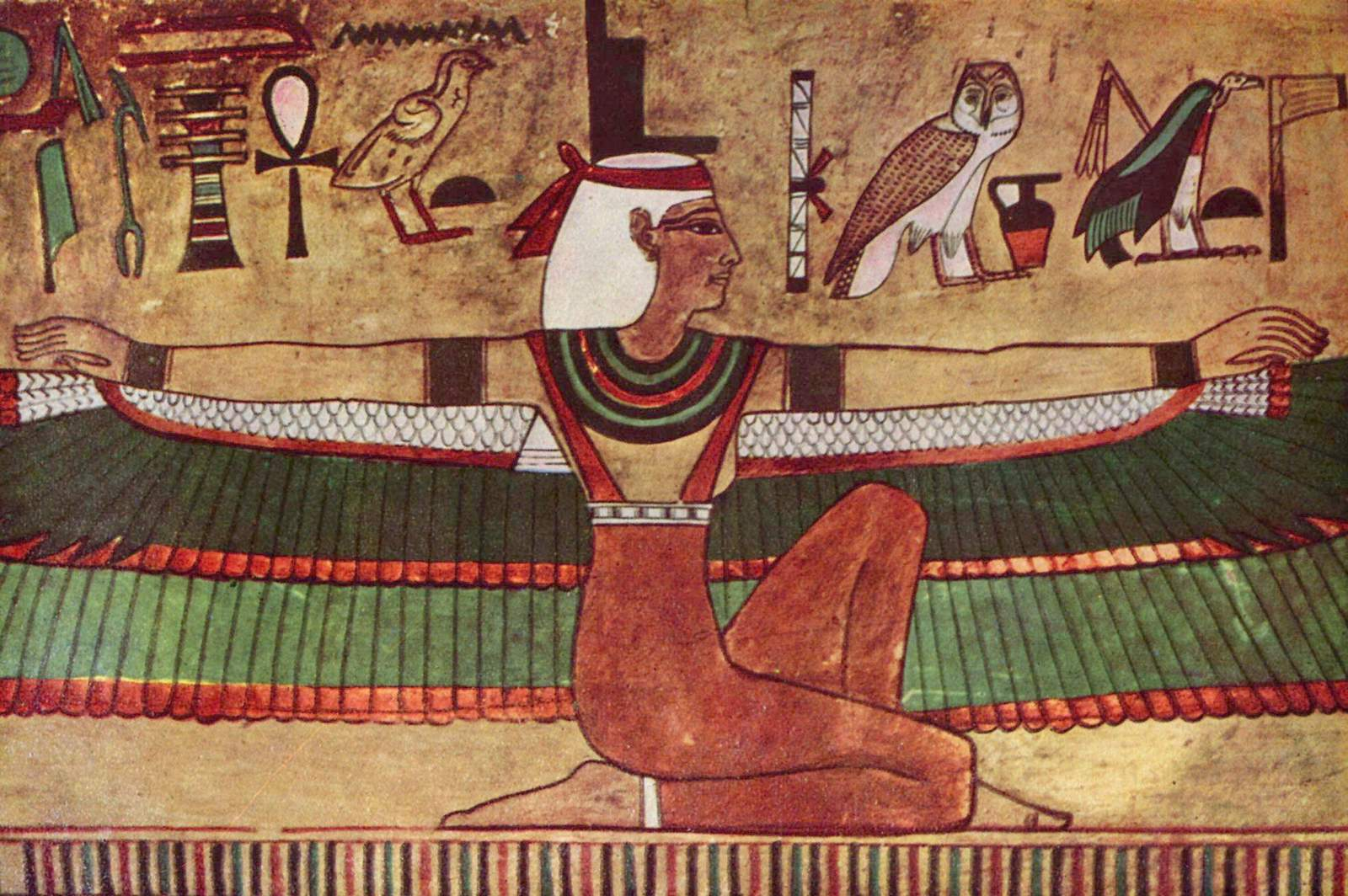
Die Göttin Isis mit Flügeln, ägyptischer Maler um 1360 v. Chr.
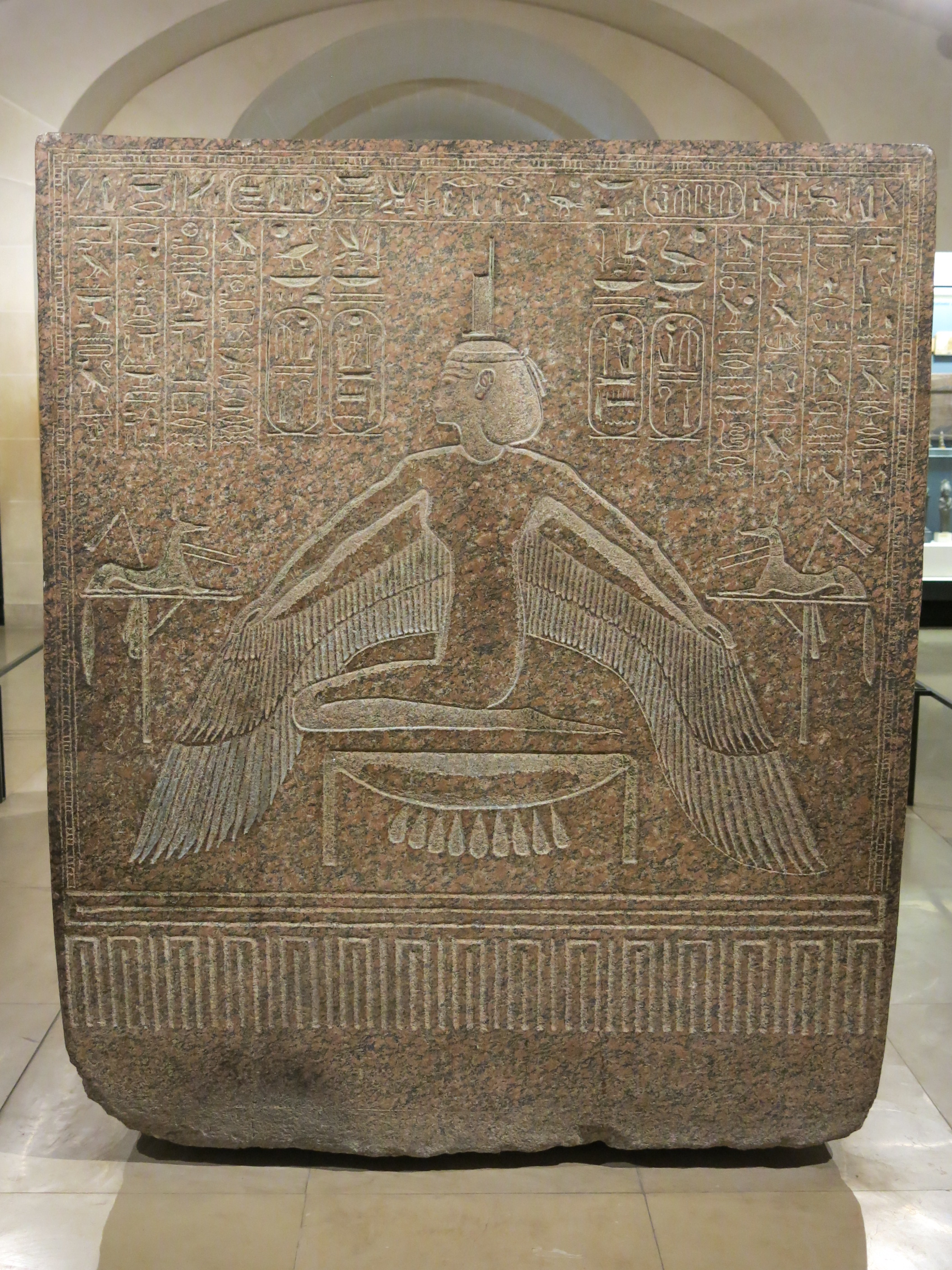
Isis mit Flügeln am Sarkophag von Ramses III im Louvre, Paris
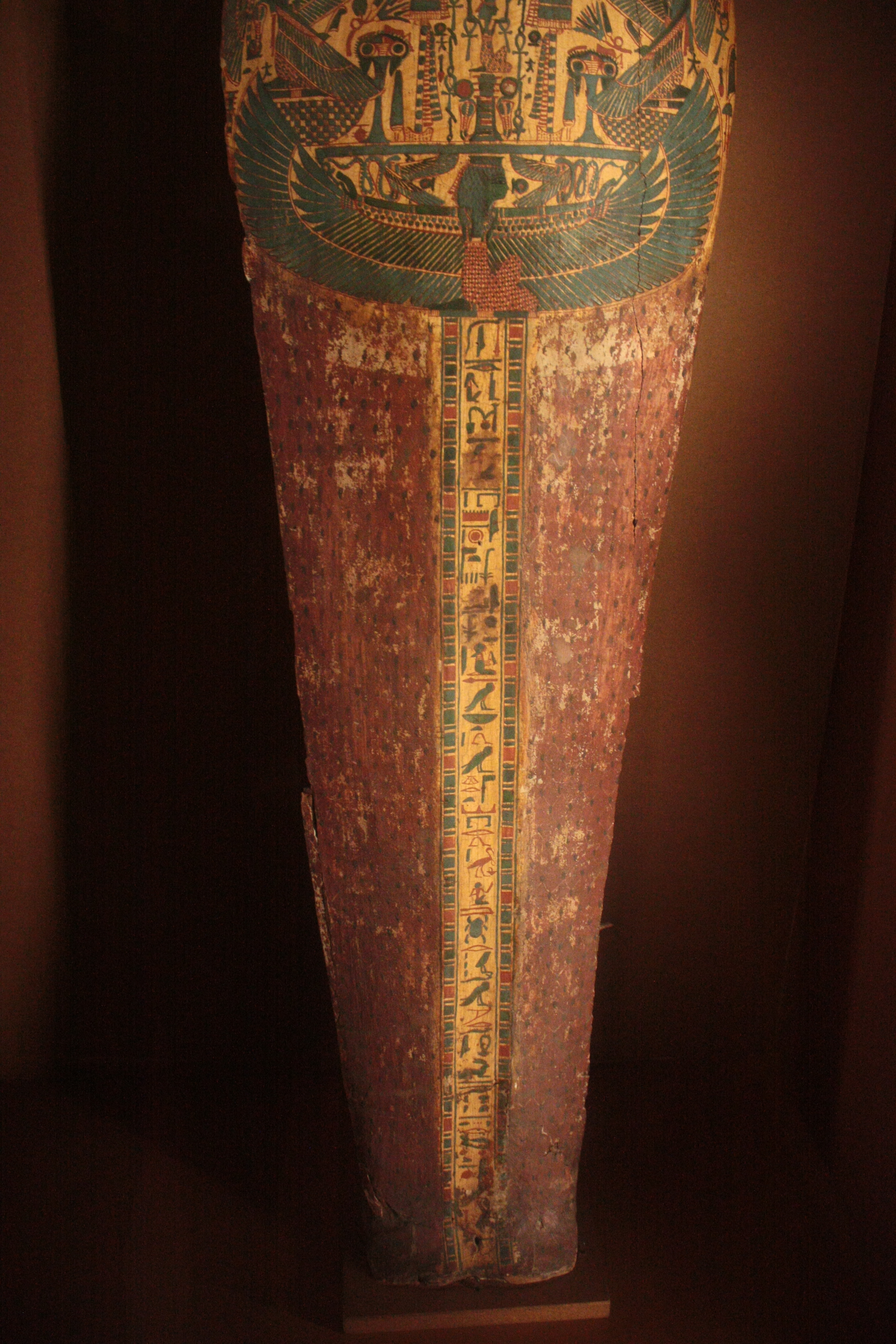
Innendeckel des Sarkophags der Mumie im Museum von Perpignan
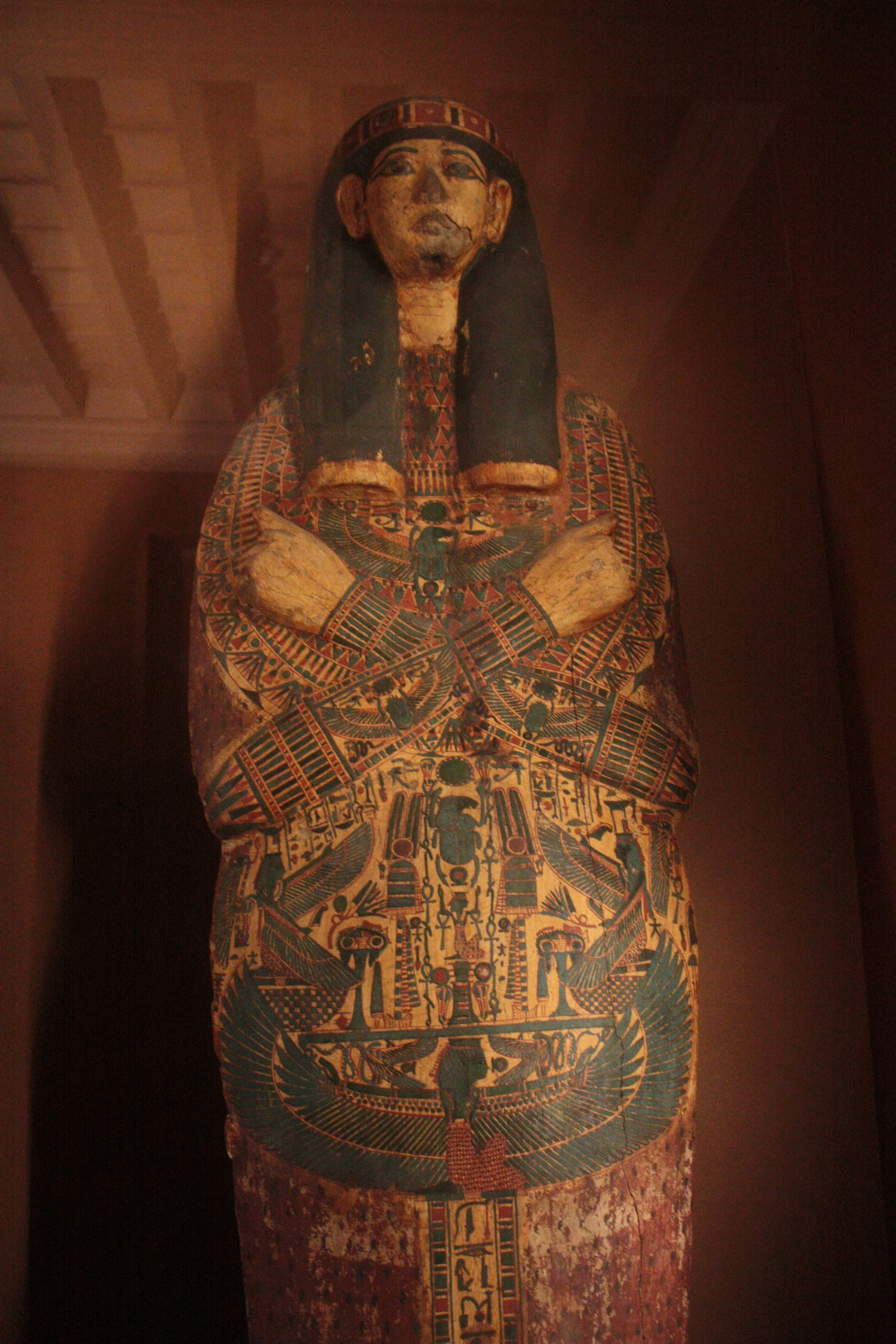
Die Mumie ist ein Priester-Schreiber des Tempels von Amun-Re der XXI-Dynastie (3000 Jahre) namens Louef-en-Khonsou.
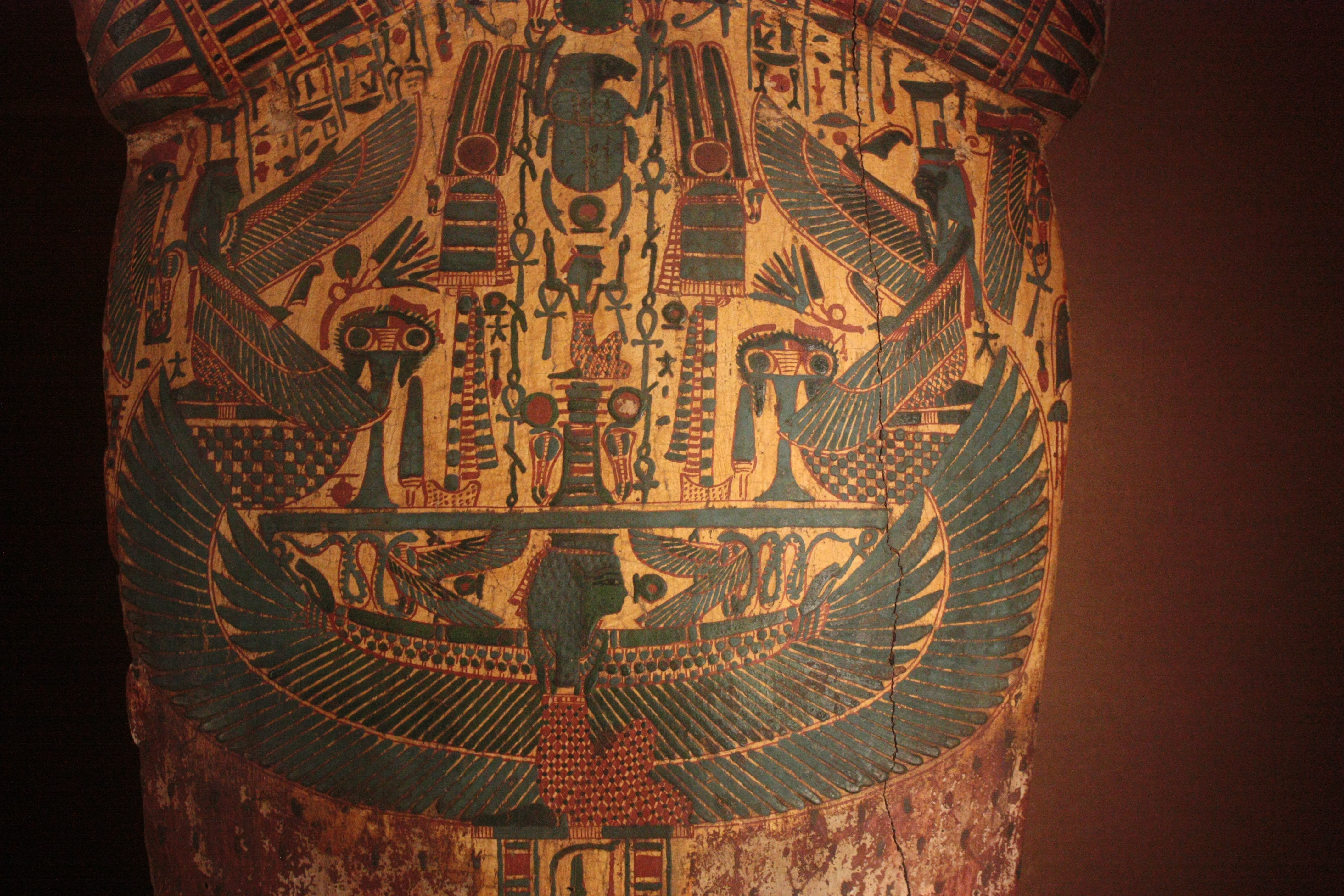
Detailansicht der Göttin Isis mit Flügeln

## Ursprung und Kultorte der Isis
Die früheste, sicher belegte Erwähnung ihres Namens erscheint während der 5. Dynastie im Sonnenheiligtum des Königs Niuserre und innerhalb des Titels eines Priesters der 6. Dynastie: „Pepi-anch, Hohepriester der Isis und der Hathor“. Zu diesem Zeitpunkt wurde Isis bei Qusae und Abydos verehrt, in Qusae zusammen mit Hathor, in Abydos zusammen mit Osiris und Anubis. Die Belege aus der 5. und 6. Dynastie könnten darauf hinweisen, dass Isis seit längerem bekannt war. Ihr Name wurde eventuell deshalb nur selten erwähnt. Siegelabdrücke aus der Zeit des Königs Narmer und Aha (1. Dynastie) erwähnen eine Person namens Sa-Iset, was als „Sohn der Isis“ interpretiert werden könnte. Dies ist jedoch spekulativ und der vermeintliche Name dürfte eher als ein Titel („Sohn des Königsthrons“, „Kronprinz“) zu verstehen sein.
Während des Alten Reiches wurde Isis an folgenden Orten verehrt: Qusae, Edfu, Abydos und Achmim. Isis wird an allen kultischen Orten immer zusammen mit anderen Göttern erwähnt, von denen es heißt, sie sei deren Frau, deren Mutter, oder deren Schwester. Sie erscheint nie allein. Bei Edfu, zum Beispiel, wird sie „Mutter des Horus-von-Edfu“ genannt, in Abydos wird sie als „Große Gemahlin von Osiris-Chontamenti“ bezeichnet. In Achmim wird sie mit „Große Mutter des Min“ betitelt. In Koptos stand ein Doppeltempel, der ihr in Verbindung mit Hathor, Min und Horus geweiht war. Aus Kerma (im heutigen Sudan) stammt die Statue von Senui, die Frau des Priesters Djefai-Hap (Mittleres Reich), der Verstorbene wird hier als „von Osiris, Ptah-Sokar, Tefnut, Nut und Isis geehrt“ beschrieben.

## Verbindungen zwischen Isis und anderen Gottheiten im Alten bis Neuen Reich

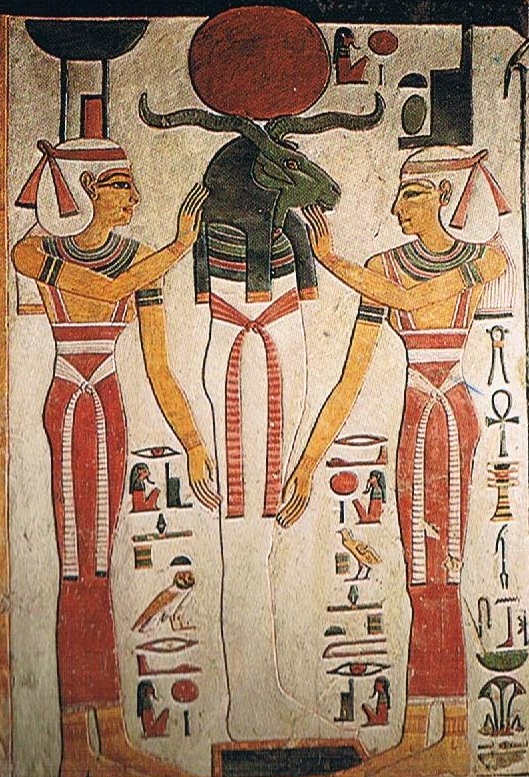
Isis (rechts) und ihre Schwester Nephthys (links) mit dem widderköpfigen Sonnengott Re, Grab der Nefertari (19. Dynastie)

Als Göttin der Geburt und Mutterschaft wurde Isis mit anderen Muttergöttinnen wie Hathor, Mesechenet, Nut und Nechbet gleichgesetzt. Teilweise scheint es, dass Isis diese Göttinnen tatsächlich unterstütze. Besonders oft wurde Isis zusammen neben Hathor und Nut erwähnt. Gebete und Zaubersprüche wurden während des Alten Reiches an Isis und ihre Begleiterinnen gleichzeitig gerichtet. Schon im Alten Reich (etwa 2670–2200 v. Chr.) wird Isis der Totengöttin Tajet gleichgesetzt und somit zur Spinnerin der Gewänder für die Toten. In späteren Zeiten wurde Isis schnell unabhängig, dennoch blieb Isis eng mit vielen anderen Gottheiten verbunden. Diese Art von Synkretismus war sehr verbreitet und beliebt im alten Ägypten, zumindest seit Beginn des Alten Reiches. Das Problem solcher Synkretismen ist die Veränderung der ursprünglichen Charaktere, Funktionen und Wirkungskreise diverser Gottheiten, die besten Beispiele sind die Gottheiten Seth und Horus.

### Isis und Osiris
Isis war die Frau des Gottes Osiris. Ägyptologen und Historiker weisen immer wieder darauf hin, dass Isis und ihr Gatte Osiris fast synchron auftauchten und in beiden Fällen jenes Ersterscheinen recht plötzlich erfolgte. Für Osiris finden sich die frühesten, sicher belegten Namensnennungen im Totentempel des Königs Djedkare-Isesi, möglicherweise wird er bereits indirekt im Sonnenheiligtum des Königs Niuserre erwähnt. Genau wie Isis, so scheint Osiris keinen göttlichen Vorgänger oder eine sicher nachweisbare, länger zurückreichende Vergangenheit zu besitzen. Auch die Namen scheinen auf den ersten Blick fast identisch: Osiris' Name setzt sich aus den Hieroglyphen für „Thronsitz“ und „Auge“ zusammen. Ältere Übersetzungen als „Sitz des Auges“, „Auge des Throns“ und „Thronendes Auge“ werden in der neueren Forschung jedoch ebenso abgelehnt wie eine Interpretation der Isis als Personifikation des Königsthrons. Bei beiden Göttern herrscht allerdings Uneinigkeit bezüglich der möglichen Bedeutung des Namens.
Osiris war der Gott der Unterwelt, Vorsitzender des Totengerichts und Herrscher über Tod und Wiedergeburt. Die Rolle als Unterweltherrscher scheint er von Sokar übernommen zu haben, die Aspekte der Todbeherrschung und der Wiedergeburt knüpfen an den Sonnengott Re an, der ebenfalls wiedergeboren wird.
Isis wurde von Anbeginn an als „Große Gemahlin des Osiris“ verehrt. Gemäß dem Isis-Hymnus und der Osiris-Legende zufolge war sie es, die den ermordeten und zerstückelten Osiris gemeinsam mit ihrer Zwillingsschwester Nephthys aufspürte, wieder zusammenfügte und durch Zaubersprüche, Gebete, Klagen und Litaneien wieder zum Leben erweckte. Aus diesem Grund wurde Isis auch häufig mit Nephthys und Osiris während des Totengerichts abgebildet.

### Isis und Nephthys
Gemäß der ägyptischen Mythologie war Nephthys die Zwillingsschwester von Isis und die Gemahlin des Seth. Ihr ägyptischer Name Nebet-hut bedeutet „Herrin des Hauses“. Seine religiös-symbolische Bedeutung ist genauso unklar wie bei Isis und Osiris. Auch Nephthys war eine Totengöttin, Göttin der Totenklage und der Wiedergeburt, besaß allerdings keine Zauber- und Orakelkräfte wie Isis. Gemäß dem Isis-Hymnus und der Osiris-Legende half Nephthys ihrer Schwester dabei, den zerstückelten Leichnam des Osiris wiederzufinden, mit Mumienbinden zusammenzufügen und durch Gebete, Klagen und Litaneien wieder zum Leben zu erwecken. Obwohl Nephthys große Ähnlichkeiten mit Isis aufweist, scheint Isis sie nie ersetzt oder irgendwelche Fähigkeiten von ihr übernommen zu haben.

### Isis und Hathor
Die Göttin Hathor war die „Herrin der Himmelskörper, die Horus und Seth gebar und die die jüngsten Götter in ihrem Schoß verbirgt während der nächtlichen Reise“. Ihr ägyptischer Name Hut-hor (auch: Hat-hor) bedeutet „Haus (Mutterschoß) des Horus“. Sie wurde als eine Frau mit Kuh-Hörnern dargestellt, oft mit einer Sonnenscheibe zwischen den Hörnern. Alternativ wurde Hathor als ruhende oder schreitende Kuh mit einer kahlen Palmenrispe oder Sonnenscheibe zwischen den Hörnern dargestellt. Sie spielte eine wichtige Rolle als beschützende Mutter und eifersüchtige „Gouvernante“. In Anbetracht dieser Rolle ist es keine Überraschung, dass Isis noch im Alten Reich zunächst sehr eng mit Hathor verknüpft wurde, und bald – etwa ab dem Mittleren Reich – wurde Hathor durch Isis förmlich ersetzt. Jetzt trennten nur die kultischen Orte die beiden Göttinnen: Hathor hatte ihr wichtigstes Kultzentrum bei Dendera, und Isis wurde anderswo verehrt. Isis und Hathor verschmolzen so stark (auch in ihren Darstellungen), dass ergänzende und erklärende Beischriften notwendig wurden, die durch die Erwähnung ihrer Namen und Funktionen Verwechselungen vermeiden sollten.

## Griechisch-Römische Epoche

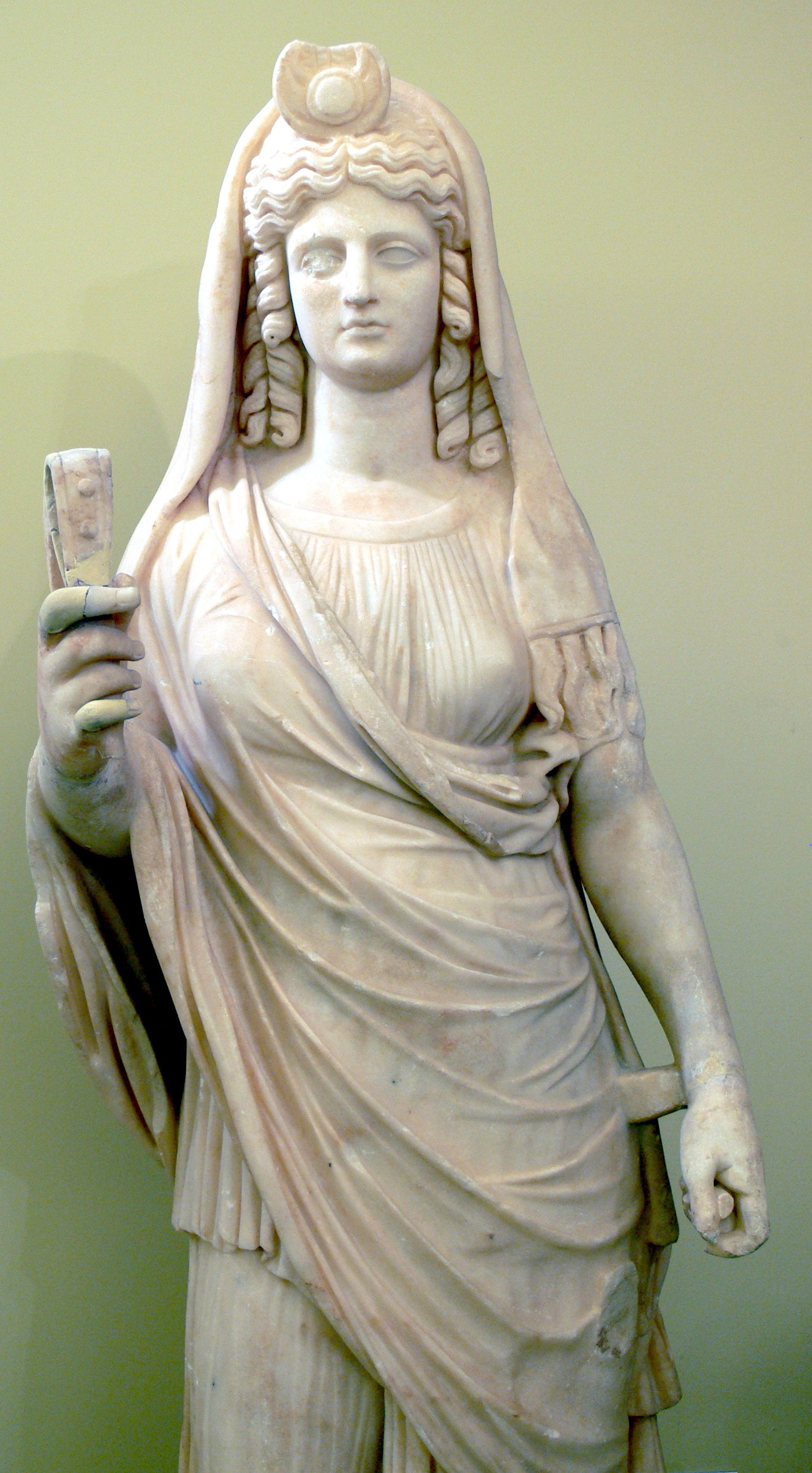
Statue der „Isis-Persephone“ aus Gortyn (römische Epoche, um 180–190 n. Chr.)

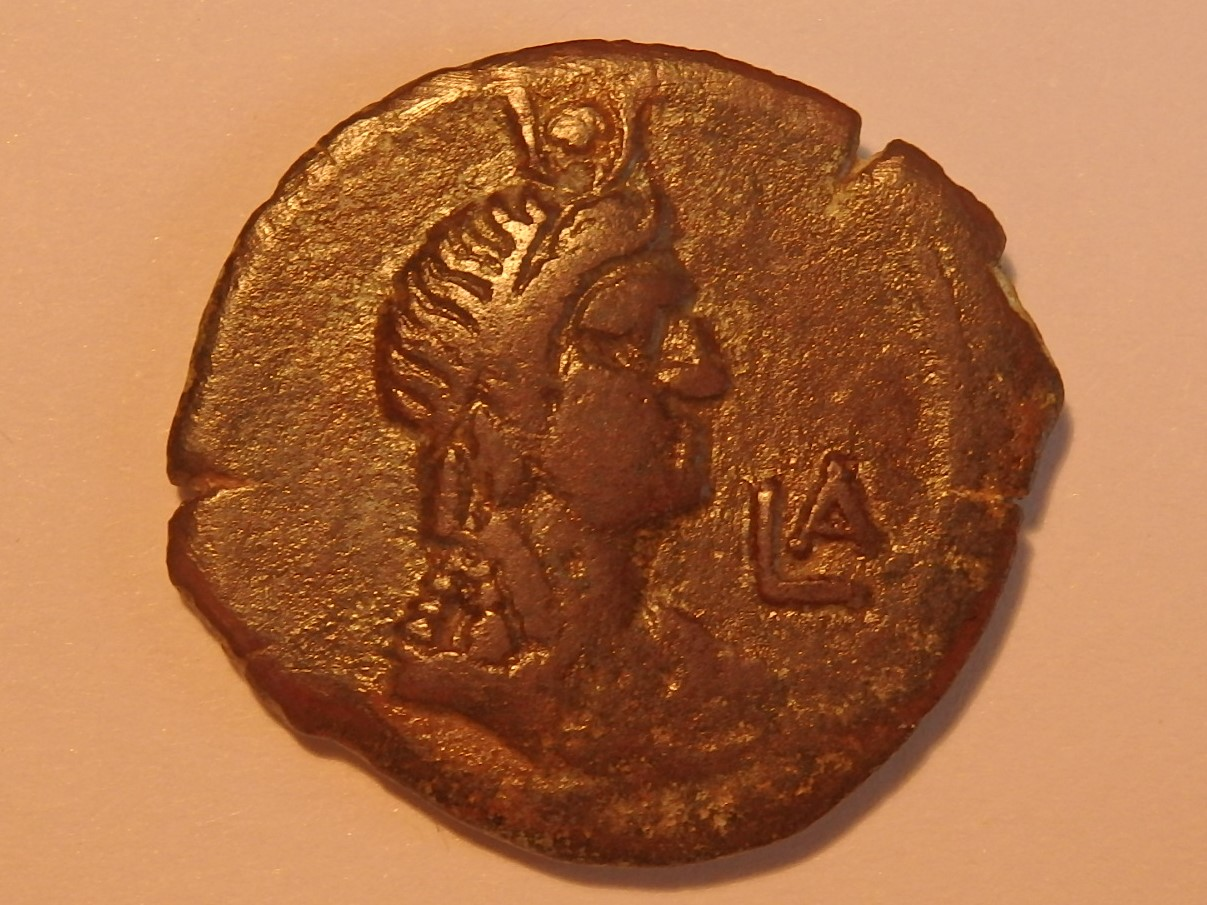
Isis auf Münze aus Alexandria zur Zeit Kaiser Vespasianus'

Erstmals ist die Verehrung von Isis außerhalb Ägyptens für das Jahr 332 v. Chr. in Athen bezeugt; eine Inschrift (RICIS I,3) erwähnt ein Isis-Heiligtum im Piräus. Seit dem Hellenismus erfuhr Isis im ganzen Mittelmeerraum eine ungeahnte Popularität. Sie wurde von den Griechen vornehmlich mit der Göttin Demeter gleichgesetzt und besonders in Alexandria verehrt. Ihr ägyptischer Gatte Osiris wurde mit dem Unterwelt-Gott Serapis identifiziert. In der alexandrinischen Vorstadt Eleusis befand sich der Haupttempel. Als sich Ptolemaios I. (regierte 323–283 v. Chr.) in Alexandria niederließ und sie zu seiner neuen Hauptstadt in Ägypten ernannte, ließ er eigens den angesehenen Priester Timotheus nach Eleusis kommen.
Isis verschmolz aber auch mit anderen Göttinnen, besonders häufig wurde sie – neben Demeter – mit Aphrodite gleichgesetzt. Viele Statuenbildnisse von Isis-Aphrodite zeigen die Göttin, wie sie ihre Hand verhüllend vor ihre Scham hält, wie bei der Aphrodite von Knidos des Künstlers Praxiteles zu sehen ist. Alternativ verknüpfte man sie zum Beispiel mit Hera, Athene und Artemis. In römischer Zeit waren es die entsprechenden Göttinnen Iuno, Diana und Ceres. Ein interessanter Synkretismus ging aus einer Verbindung von Isis mit der ägyptischen Göttin Maat hervor: Dikaiosyne. Dabei wurden Isis eine große Zahl an Beinamen und Titeln zugesprochen, weshalb sie von den Griechen Myrionýmos (deutsch „die mit zehntausend Namen“) genannt wurde. Oder sie wurde Euthenia (deutsch „Überfluss“ oder „Üppigkeit“), Lóchia (deutsch „Hebamme“) und/oder Soteira (deutsch „Retterin“) geheißen. In römischen Widmungen an sie findet sich besonders oft der Beiname Invicta (deutsch „die Unbezwingbare“).
Die Gleichsetzung der Isis mit der aus der griechischen Mythologie bekannten Io ist eine vielmals beschriebene Verbindung der griechischen mit der ägyptischen Mythologie. So schreibt Ovid in seinen Metamorphosen über Io: „Hoch nun prangt sie als Göttin im Volk leintragender Männer“ (also der Ägypter). Da Io, in eine Kuh verwandelt, bis nach Ägypten irrte, fällt besonders auf, dass Isis oftmals mit Kuhkopf oder Kuhhörnern dargestellt wird.

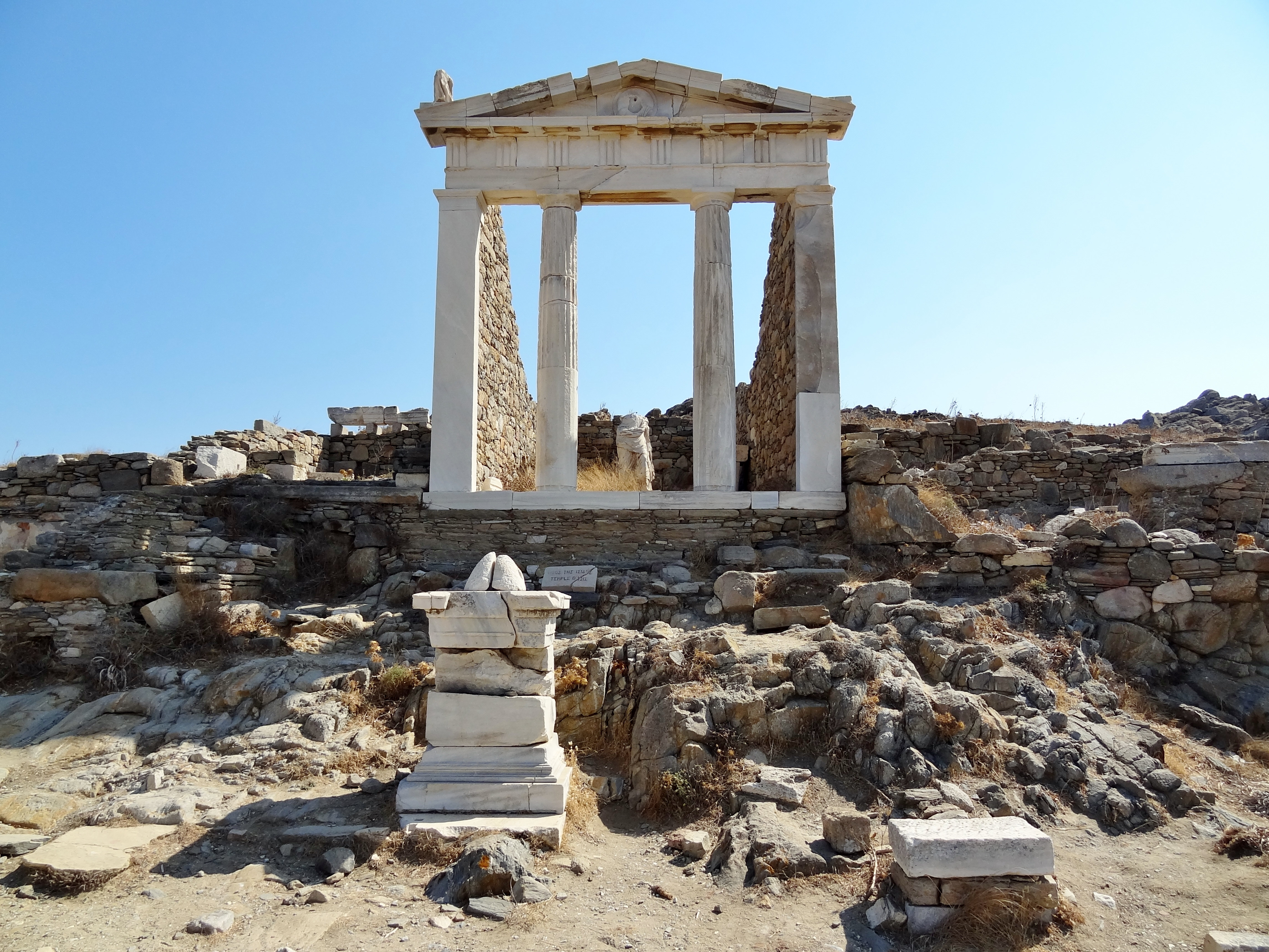
Tempel der Isis auf der Insel Delos

In späthellenistischer bis nachchristlicher Zeit gelangte der Isis-Kult über Griechenland bis nach Spanien. Zu dieser Zeit galt Isis als Beschützerin der Seefahrer. Die Isis wird deshalb häufig, vor allem bei Alexandrinischen Münzen stehend auf einem Schiff mit einem geblähten Segel in der Hand dargestellt. Antike Kultorte entstanden in Athen, Samothraki, in Rom und auf der Insel Delos. Die dort tätigen Priester wurden als Pastophóroi (dt. „Schreinträger“) bezeichnet. Aus Pompeji stammen mehrere Mosaike, die Isis in römischer Tracht und mit Geierhaube zeigen. Als der römische Diktator Sulla um 80 v. Chr. auf dem Kapitol einen Isis-Tempel errichten ließ, wurde umgehend ein Kollegium aus Pastophoroi gegründet.
Im Hellenismus setzte man den lebenden König, der mit Horus gleichgesetzt wurde, mit Osiris als dem verstorbenen König in Verbindung. So wurde Isis auch mit dem Osirismythos in Beziehung gebracht und dadurch Teil des sogenannten Isis-und-Osiris-Kultes. Der griechische Historiker Plutarch beschrieb die Göttin im 2. Jahrhundert als das weibliche Prinzip in der Natur.
Bei Apuleius von Madaura, einem eklektischen Platoniker, wird Isis zur universellen Allgöttin, die in die Mysterienkulte einweiht. In den von Apuleius verfassten Metamorphosen wird sie als „Himmelskönigin“ angerufen und mit der „allernährenden Ceres“, der „Urmutter der Früchte“, der „himmlischen Venus“, verehrt im „meerumfluteten Heiligtum von Paphos“, der „Schwester des Phoebus“, angebetet im „Tempel von Ephesus“, oder der „dreigestaltigen Proserpina“ gleichgesetzt. Die Göttin stellt sich danach selbst vor, als „die Mutter der Natur (rerum naturae parens), die Herrin aller Elemente, erstgeborenes Kind der Zeit (saeculorum progenies initialis), die Höchste der Gottheiten, Königin der Toten, Erste der Himmlischen, die alle Götter und Göttinnen in einer Erscheinung vereinigt (deorum dearumque facies uniformis), die ich mit meinem Wink über des Himmels lichte Gewölbe, des Meeres heilsame Lüfte und der Unterwelt vielbeweinte Stille gebiete, die alleinige Gottheit, welche unter mannigfacher Gestalt, verschiedenartigen Riten und vielerlei Namen der ganze Erdkreis verehrt, so nennen die Phrygier […] mich Pessinuntia […], die Athener […] nennen mich kekropische Athena, die Kyprier nennen mich paphische Venus, die Kreter Diktynna, die Sizilianer ortygische Proserpina, die Eleusinier nennen mich Demeter, andere Hera, wieder andere Bellona und Hekate und Rhamnusia. Aber die Äthiopier und die Ägypter, die die ursprüngliche Lehre besitzen, ehren mich mit eigenen Bräuchen und nennen mich mit meinem wahren Namen Königin Isis.“
Während der Isis-Kult in nachchristlicher Zeit in Ägypten bald nachließ, erfuhr er besonders im Römischen Reich ein wahres Auf und Ab. So gab es römische Kaiser, die den Isis-Kult zeitweise verboten, aber auch solche (unter anderem Trajan, Hadrian und Commodus), die sich für die Priesterschaften der Isis (und des Sarapis) einsetzen und Tempeldienste erlaubten (siehe Tempel der Isis und des Serapis). Zu dieser Zeit waren Statuenbildnisse der Isis sehr gefragt, auch kamen unzählige Münzen mit dem Bildnis der Isis in Umlauf. Der einzige vollständig erhaltene lateinische Roman der Antike, der Goldene Esel des Apuleius, handelt von den Isis-Mysterien. Der Kult breitete sich sogar in den Alpen und nördlich davon aus. Dort gab es beispielsweise Isis-Tempel in Maria Saal, Köln, Mainz (siehe Heiligtum der Isis und Mater Magna (Mainz)) und London, wie auch das Presbyterium von Isis in Szombathely.
Ab etwa 300 n. Chr. setzte sich das Bild der stehenden Isis mit Knotenpallas, Sistrum und Situla durch. Der Isis-Kult hielt sich bis etwa 500 n. Chr. In Ägypten wurde der letzte offizielle Tempelkult der Isis auf der Insel Philae in den Jahren 535 bis 537 geschlossen. Im Tempel von Dendur währte der Kult noch einige Jahre länger. Somit besaßen das Christentum und die alte pharaonische Religion eine Jahrhunderte währende zeitliche Überschneidung.

## Nachwirkung
Darstellungen der „Isis mit dem Horusknaben“ aus der Isis-Ikonografie, vor allem die Isis lactans (die „stillende Isis“), erscheinen in Art und Weise verwandt mit späteren Darstellungen Marias, der Mutter Jesu, mit dem Jesuskind. Siehe dazu: Maria lactans.

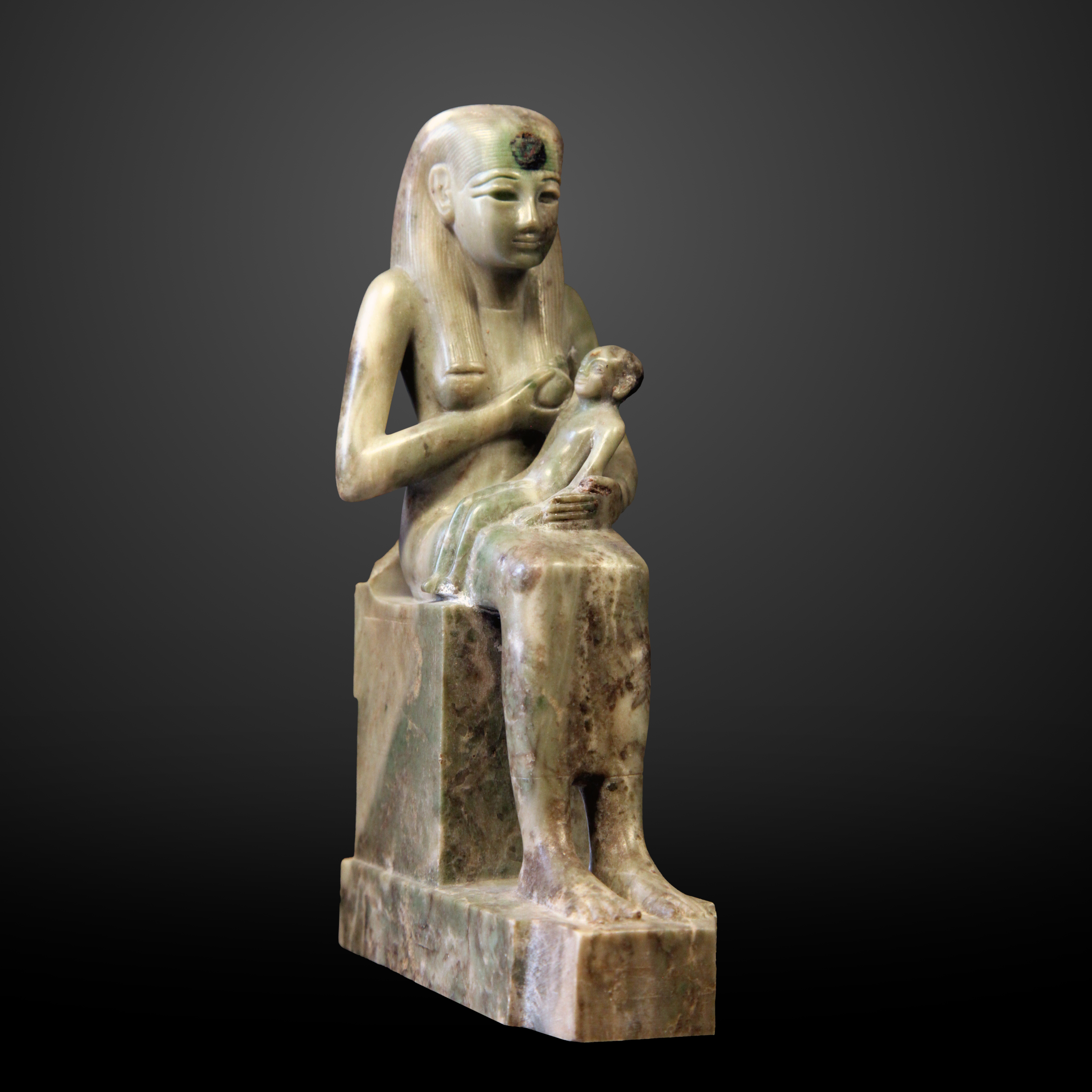
Isis lactans
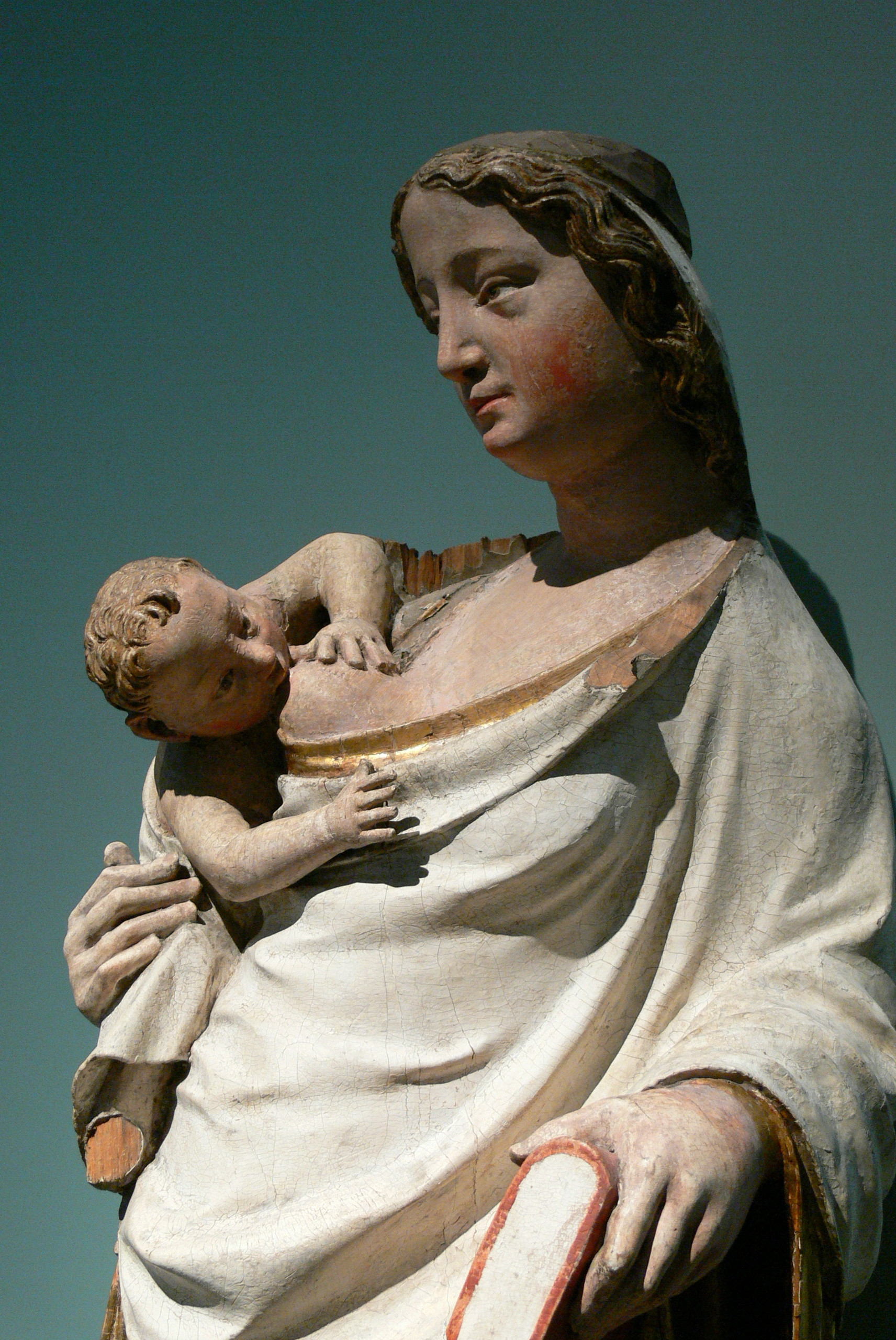
Maria lactans

### Überblick
- Hans Bonnet: Isis. In: Lexikon der ägyptischen Religionsgeschichte. Nikol, Hamburg 2000, ISBN 3-937872-08-6, S. 326–332.
- Harald Specht: Von Isis zu Jesus – 5000 Jahre Mythos und Macht. Leipziger Universitätsverlag, Leipzig 2004, ISBN 3-937209-82-4.
- Gerhard Krause, Gerhard Müller (Hrsg.): Theologische Realenzyklopädie (TRE) Band 23, Minucius Felix: Name/Namengebung. De Gruyter, Berlin 1994, ISBN 3-11-013852-2.
- Maria Münster: Untersuchungen zur Göttin Isis: vom Alten Reich bis zum Ende des Neuen Reiches. Mit hieroglyphischem Textanhang (= Münchner ägyptologische Studien. Band 11). Hessling, Berlin 1968.
- Richard H. Wilkinson: Die Welt der Götter im alten Ägypten: Glaube, Macht, Mythologie. (aus dem Englischen von Thomas Bertram) Theiss, Stuttgart 2003, ISBN 3-8062-1819-6, S. 146–149.

### Studien
Siehe auch das Literaturverzeichnis im Artikel Isis- und Osiriskult.
- Hartwig Altenmüller: Zum Ursprung von Isis und Nephthys. In: Studien zur altägyptischen Kultur. Nr. 27, 1999, S. 1–26.
- Jan Assmann: Tod und Jenseits im Alten Ägypten. Beck, München 2003, ISBN 3-406-49707-1.
- Badisches Landesmuseum: Imperium der Götter: Isis – Mithras – Christus: Kulte und Religionen im Römischen Reich. Theiss, Stuttgart 2013, ISBN 978-3-8062-2871-7.
- Laurent Bricault: Isis Pelagia: Images, Names and Cults of a Goddess of the Seas (= Religions in the Graeco-Roman world. Band 190). Brill, Leiden 2020, ISBN 978-90-04-41389-4.
- Laurent Bricault: Les cultes isiaques dans le monde gréco-romain (= Roue à livres. Band 66). Les Belles Lettres, Paris 2013, ISBN 978-2-251-33969-6.
- Thorsten Fleck: Isis, Sarapis, Mithras und die Ausbreitung des Christentums im 3. Jahrhundert. In: K.- P. Johne, T. Gerhardt, U. Hartmann: Deleto paene imperio Romano. Transformationsprozesse des Römischen Reiches im 3. Jahrhundert und ihre Rezeption in der Neuzeit. Steiner, Stuttgart 2006, ISBN 3-515-08941-1, S. 289–314.
- Kathrin Kleibl: Iseion. Raumgestaltung und Kultpraxis in den Heiligtümern gräco-ägyptischer Götter im Mittelmeerraum. Wernersche Verlagsgesellschaft, Worms 2009, ISBN 978-3-88462-281-0
- Lindsey A. Mazurek: Isis in a Global Empire. Greek Identity through Egyptian Religion in Roman Greece. Cambridge University Press, Cambridge 2022. – Rezension von Vassiliki Panoussi, Bryn Mawr Classical Review 2023.12.11
- Reinhold Merkelbach: Isis regina – Zeus Sarapis: Die griechisch-ägyptische Religion nach den Quellen dargestellt. de Gruyter, Berlin 2001, ISBN 3-11-095567-9.
- Svenja Nagel: Isis im Römischen Reich (= Philippika. Band 109). 2 Teilbände, Harrassowitz, Wiesbaden 2019, ISBN 978-3-447-10801-0.
- J. F. Quack: „Ich bin Isis, die Herrin der beiden Länder“. Versuch zum demotischen Hintergrund der memphitischen Isisaretalogie. In: S. Meyer (Hrsg.): Egypt: Temple of the Whole World. Festschrift zum 65. Geburtstag von Jan Assmann (= Numen book series. Studies in the history of religions. Band 97). Brill, Leiden 2003, ISBN 90-04-13240-6, S. 319–365.
- J. F. Quack: Zum ägyptischen Ritual im Iseum Campense in Rom. In: Carola Metzner-Nebelsick (Hrsg.): Rituale in der Vorgeschichte, Antike und Gegenwart, Studien zur Vorderasiatischen, Prähistorischen und Klassischen Archäologie, Ägyptologie, Alten Geschichte, Theologie und Religionswissenschaft; interdisziplinäre Tagung vom 1.–2. Februar 2002 an der Freien Universität Berlin (= Internationale Archäologie, Arbeitsgemeinschaft, Symposium, Tagung, Kongress. Band 4). Leidorf, Rahden (Westf.) 2003, ISBN 3-89646-434-5, S. 57–66.
- M. J. Versluys, K. B. Clausen, G. C. Vitozzi (Hrsg.): The Iseum Campense: From the Roman Empire to the Modern Age. Temple-Monument-Lieu de memoire. Edizioni Quasar, Rom 2018.
- L. V. Žabkar: Hymns to Isis in her temple at Philae. Published for Brandeis University Press by University Press of New England, Hanover (NH) 1988, ISBN 0-87451-395-2.